# Forsa
Forsa (Forsa Multimedia Limited) - компания-производитель графических адаптеров для персональных компьютеров.
Штаб-квартира компании расположена в Гонконге, производственные мощности находятся в Гонконге, Шэньчжэне и Дунгуане (КНР).
Заявленный ежегодный доход: 80 000 000 долларов США (2007).
В производимых компанией Forsa видеоадаптерах используются чипсеты nVidia GeForce.